# Violation de domicile en droit français
En droit français, la violation de domicile est un délit pénal. Il est défini par l'article 226-4 du code pénal qui sanctionne « l'introduction ou le maintien dans le domicile d'autrui à l'aide de manœuvres, menaces, voies de fait ou contrainte ». Le délit est sanctionné d'une peine maximale de trois ans d'emprisonnement et de 45 000 euros d'amende.

## Définition du domicile au sens du droit pénal
Aux termes d'une jurisprudence constante de la chambre criminelle de la Cour de cassation, le domicile est le « lieu où une personne, qu'elle y habite ou non, a le droit de se dire chez elle, quel que soit le titre juridique de son occupation et l'affectation donnée aux locaux ».
Il ne peut s'agir d'un lieu public collectif (restaurant, gare, hall d'immeuble, partie commune d'un hôtel, etc.) mais peut tout à fait être une chambre d'hôpital, d'hôtel, un camping-car, voire une tente.
Mais au contraire il peut s'agir de toutes les parties communes d'un immeuble dès lors que la porte principale est fermée.
Si la notion de domicile recouvre l'habitation stricto sensu et ses dépendances immédiates (cave, terrasse, balcon, mais aussi boîte aux lettres, niche, etc.), elle ne saurait comprendre un véhicule automobile (sauf s'il était spécialement aménagé), ni un terrain, une cour ou une dépendance non close.
Il n'est pas nécessaire que le sujet de droit habite réellement un lieu pour bénéficier, au sens de la définition de la Cour de cassation, de la protection du domicile. Le titre d'occupation est tout aussi inopérant et la protection du domicile profite à tout occupant, quel que soit son droit ou la validité de celui-ci, et donc y compris en cas d'expiration du bail, voire de procédure d'expulsion.
La Cour de Cassation considère également que le domicile d'une personne morale (entreprise, association, administration) est protégée par cette infraction au même titre que le domicile d'une personne physique.